# Udea austriacalis
Udea austriacalis là một loài bướm đêm trong họ Crambidae.